# Paria (Bolivie)
Paria est une municipalité de Bolivie située dans le département d'Oruro, province de Cercado. Elle est située au nord-est de Oruro et est composé d'un groupe de villages et hameaux isolés. Cette municipalité est formée en 2002 rassemble plusieurs villages et hameau isolés: Paria, Soracachi, Iruma, Lequepalca, Thola Palca, Sepulturas et Huayna Pasto Grande. Sa population s'élevait à 12 846 habitants en 2012.

## Histoire
Fondé le 15 janvier 1535 par le capitaine Juan de Saavedra, sous les ordres de Diego de Almagro, le village de Paria est la première colonie espagnole fondé sur le territoire actuel de la Bolivie.

## Démographie et économie

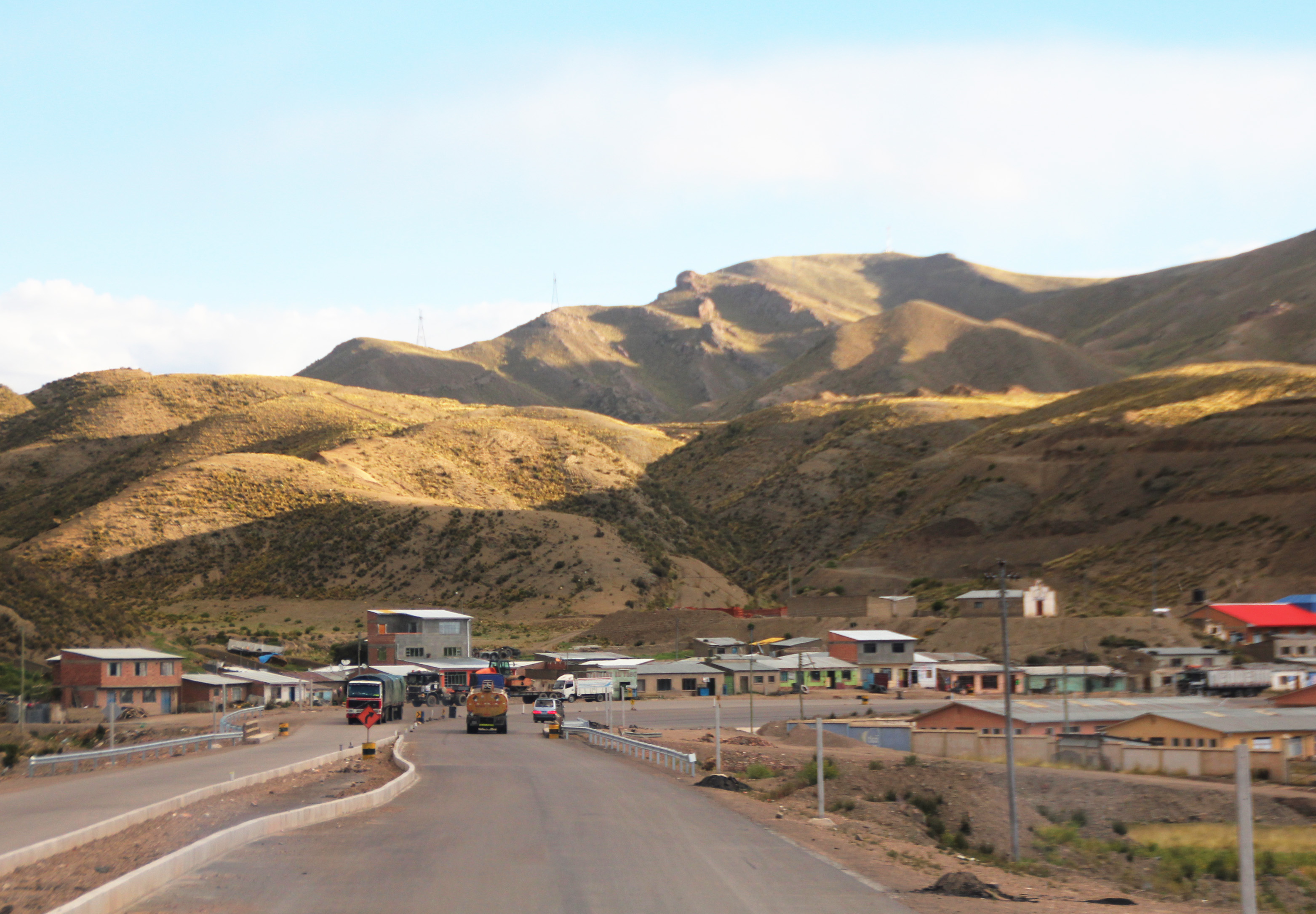
La Ruta nacional 4 (RN4) traverse le nord de la municipalité de Paria à Lequepalca

La langue la plus parlée à Paria est le Quechua.

## Sources
- (es) PARI - PARIA - SORACACHI - Recensement des populations, Bolivie, 2012